# Мужская сборная Франции по баскетболу
Сбо́рная Фра́нции по баскетбо́лу (фр. Équipe de France masculine de basket-ball) — национальная баскетбольная команда, представляющая Францию на международной арене. Управляющим органом сборной выступает Федерация баскетбола Франции. Главный тренер с 2009 года — Венсан Колле.
Французы 4 раза были серебряными призёрами Олимпийских игр (1948, 2000, 2020, 2024), дважды бронзовыми призёрами чемпионатов мира (2014 и 2019). На чемпионатах Европы французы завоевали 10 медалей, в том числе золото в 2013 году. Одна из ведущих сборных мира с начала 2010-х годов.

## История

### XX век

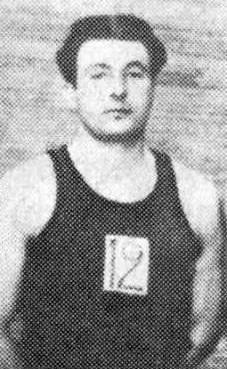
Андре Бюффьер выиграл со сборной олимпийское серебро 1948 года как игрок, а затем тренировал команду в 1957—1964 годах

Сборная Франции была одним из лидеров в Европе в 1930-е — 1950-е годы. В эти годы французы завоевали одно серебро (1949) и 4 бронзы (1937, 1951, 1953 и 1959) на чемпионатах Европы. На чемпионате Европы 1957 года, где французы заняли пятое место, они отметились крупнейшей победой в своей истории — 100-6 против сборной Австрии. В 1948 году Франция стала серебряным призёром Олимпийских игр в Лондоне. В четвертьфинале французы в овертайме обыграли чилийцев (53-52), а в полуфинале в основное время — бразильцев (43-33). В финале французы были разгромлены американцами (21-65).
В 1960-е, 1970-е, 1980-е и 1990-е годы результаты французов заметно снизились. Они чаще всего даже не могли пройти отбор на Олимпийские игры и чемпионаты мира. За 9 Олимпийских игр с 1964 по 1996 годы сборная Франции участвовала только в Играх 1984 года в Лос-Анджелесе, где проиграла 6 из 7 матчей, в том числе со счётом 62-120 сборной США (крупнейшее поражение в истории команды Франции). За 10 чемпионатов мира с 1967 по 2002 годы французы выступали только на турнире 1986 года (13-е место). В квалификации чемпионата мира 1986 года французы сыграли памятный матч против команды Греции, в котором в третьем овертайме уступили со счётом 126-130. 126 набранных очков и 130 пропущенных очков являются рекордами за одну игру для французов.
В 1983 и 1999 годах Франция принимала чемпионаты Европы, но даже на этих турнирах Франция оставалась без медалей. Однако 4-е место на турнире 1999 года позволило Франции квалифицироваться на Олимпийские игры впервые за 16 лет.
Осенью 2000 года на Олимпийских играх в Сиднее новое поколение сборной Франции сумело завоевать серебро спустя 52 года после подобного успеха на Играх в Лондоне. Французы заняли только четвёртое место в группе, опередив команду Китая за счёт победы в личной встрече (82-70). В плей-офф последовали победы над Канадой (68-63) и Австралией (76-52). В финале французы уступили команде США (75-85). Таким образом, французы стали призёрами Олимпийских игр, не обыграв на турнире ни одной европейской команды. Лидерами той сборной были Лоран Скьярра и Антуан Ригодо.

### XXI век

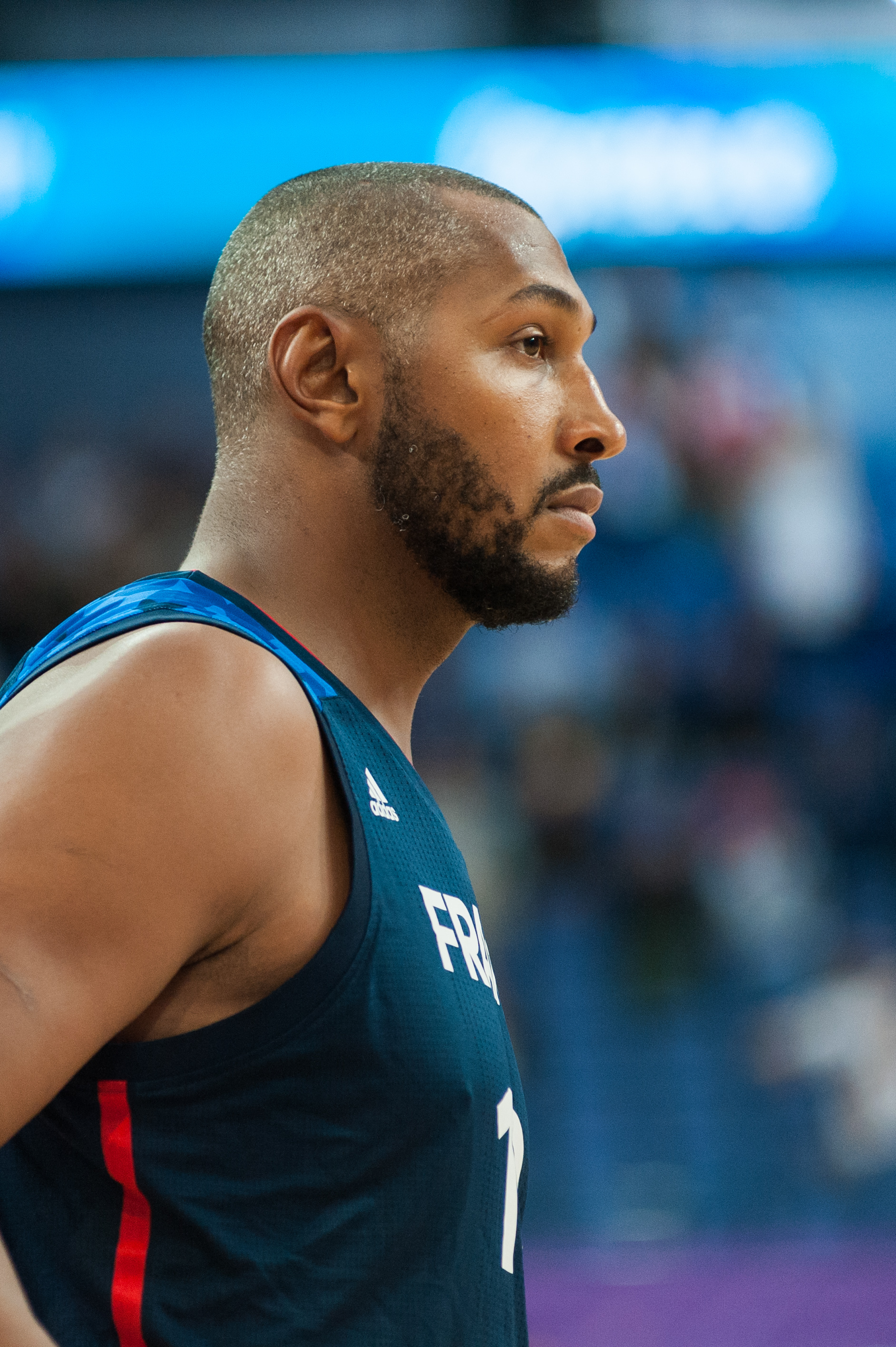
Борис Дьяо сыграл за сборную Франции 247 матчей в 2002—2018 годах и победил с ней на Евробаскете 2013 года

В сентябре 2005 года в Сербии и Черногории французы под руководством Клода Бержо стали бронзовыми призёрами чемпионата Европы впервые за 46 лет. В полуфинале французы уступили 66-67 будущим чемпионам грекам, а в матче за третье место неожиданно разгромили испанцев (98-68). Борис Дьяо был включён в символическую сборную турнира. Через год они стали пятыми на чемпионате мира в Японии, проиграв в четвертьфинале команде Греции (56-73). При этом французы не смогли пройти отбор на Олимпийские игры 2004 и 2008 годов.

#### Успехи 2010-х годов

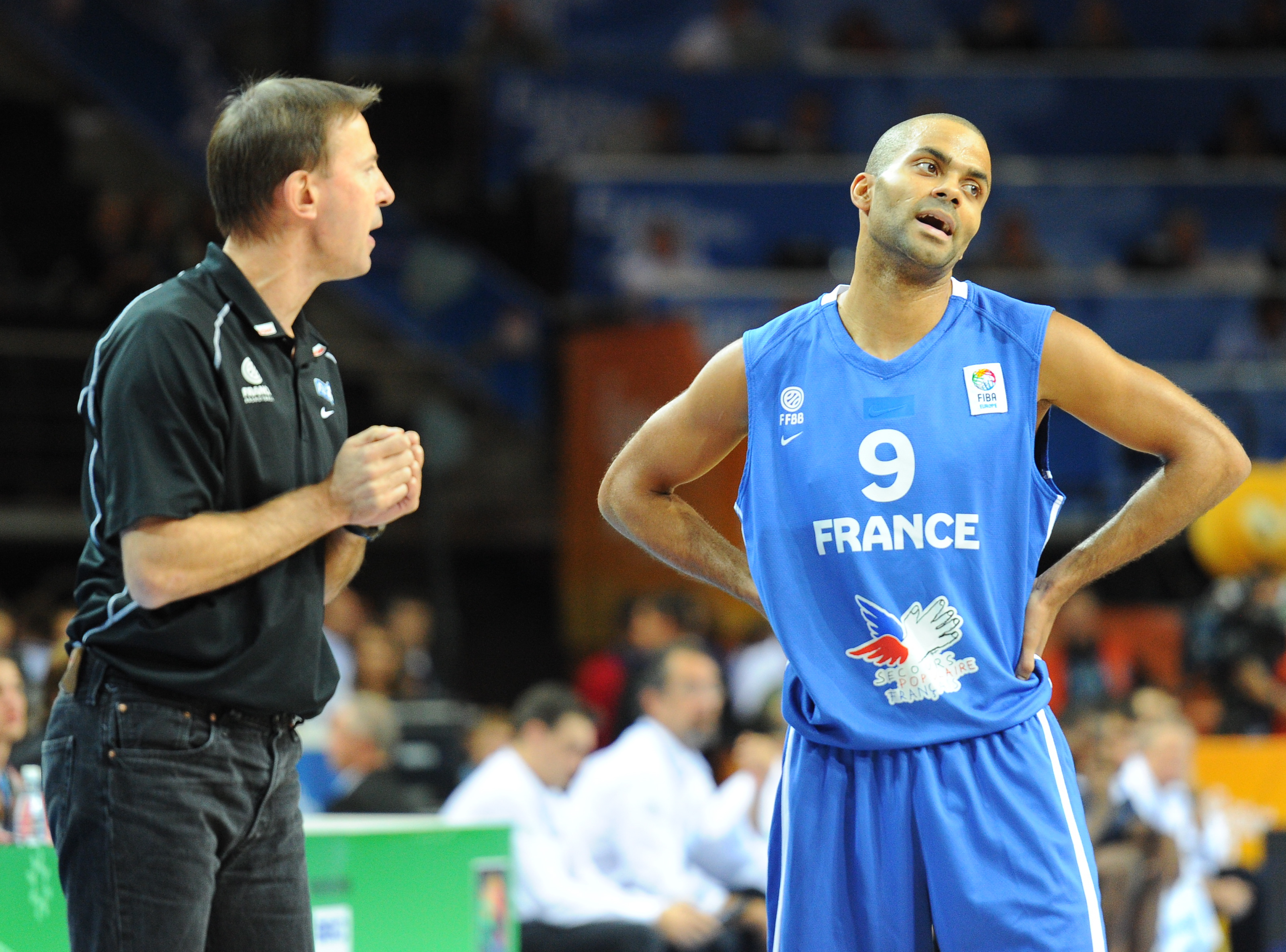
Тренер Венсан Колле и лидер сборной Франции в 2000-е и 2010-е годы Тони Паркер на Евробаскете 2011 года

Новый взлёт сборной Франции начался в 2010-е годы. В 2011 году команда под руководством Венсана Колле, который стал тренером сборной в 2009 году, заняла второе место на Евробаскете в Литве. В четвертьфинале Франция обыграла Грецию (64-56), а в полуфинале — Россию (79-71). В финале в Каунасе французы проиграли Испании (85-98). 29-летний Тони Паркер, набравший в финале 26 очков, был признан лучшим разыгрывающим защитником турнира, он же стал лучшим по средней результативности (22,1 очка). Другими лидерами команды были Жоаким Ноа и Николя Батюм.
В 2012 году в Лондоне французы впервые в XXI веке выступили на Олимпийских играх. На групповой стадии французы выиграли 4 из 5 матчей, уступив только команде США (71-98). В четвертьфинале на «Северной арене Гринвича» Франция, в составе которой по 15 очков набрали Тони Паркер и Борис Дьяо, уступила ведомой братьями Газолями Испании (59-66). При этом французы лидировали перед последней четвертью 53-51, но сумели набрать лишь 6 очков в заключительной четверти.
В 2013 году сборная Франции впервые в истории стала чемпионом Европы, победив на турнире в Словении. В плей-офф Франция обыграла хозяев словенцев (72-62), в овертайме испанцев (75-72), а в финале в Любляне уверенно победили литовцев (80-66). Итог матча фактически был решён во второй четверти, которую французы выиграли 31-12. Самым результативным у французов в финале стал Николя Батюм (17 очков), ещё 15 очков добавил Борис Дьяо. Тони Паркер вновь стал лучшим снайпером турнира (19,0 очка в среднем за матч), он же был признан самым ценным игроком турнира и лучшим разыгрывающим защитником.
В 2014 году в Испании французы, в составе которых не было Тони Паркера, впервые в своей истории стали призёрами чемпионата мира. В группе французы проиграли бразильцам и испанцам и вышли с третьего места. В плей-офф французы сначала победили хорватов (69-64), а затем провели впечатляющий матч против хозяев испанцев, позволив им набрать всего 52 очка (победа 65-52). В полуфинале французы уступили сербам (85-90), в этом матче Николя Батюм набрал 35 очков. В матче за третье место Франция в концовке смогла обыграть Литву (95-93), вновь лидером в нападении был Батюм — 27 очков. Батюм по итогам турнира был включён в символическую сборную как лучший лёгкий форвард.

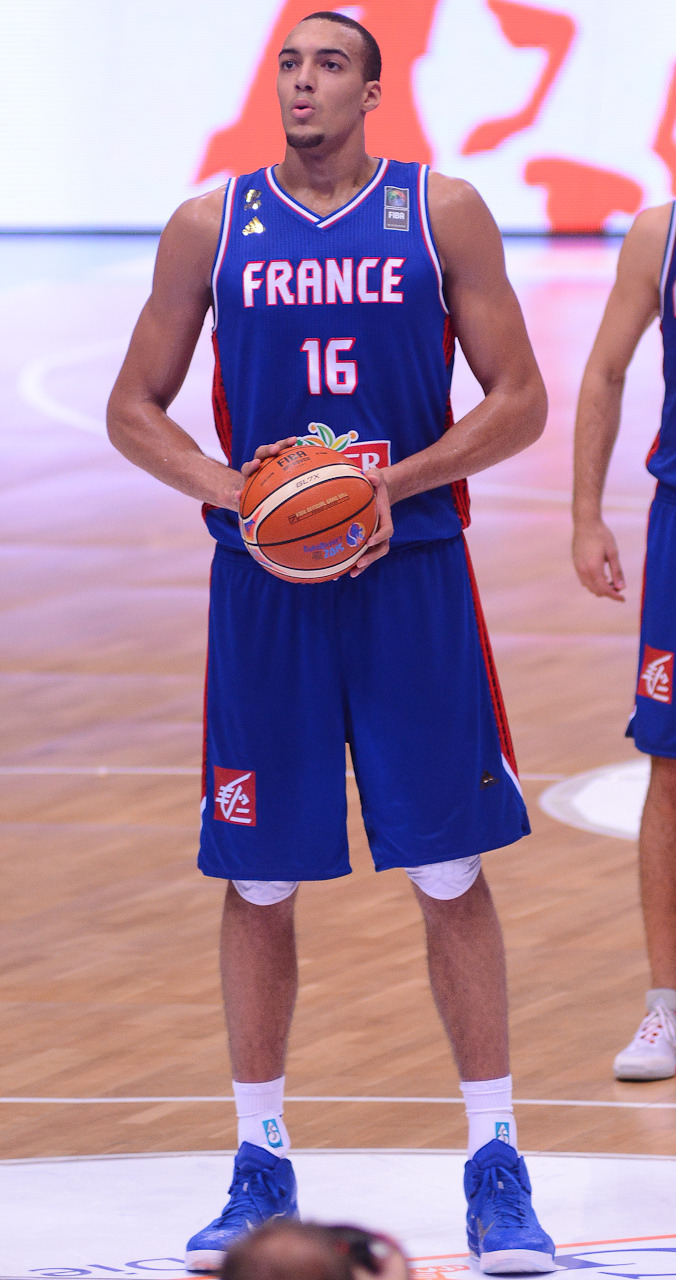
Руди Гобер в 2015 году

В 2015 году французы завоевали награды на третьем Евробаскете подряд, на этот раз бронзовые. Турнир проходил в 4 странах, но французы провели все матчи дома. Французы уверенно прошли групповую стадию в Монпелье, выиграв 5 из 5 матчей. В плей-офф, который проходил в Лилле, Франция разгромила Турцию (76-53), а затем победила Латвию (84-70). В полуфинале против испанцев французы вели с преимуществом в 8 очков перед последней четвертью, но испанцы сравняли счёт в основное время, а затем выиграли в овертайме (80-75). В составе испанцев был неудержим опытный Пау Газоль, набравший 40 очков. Испанцы затем в финале обыграли литовцев, а французы в матче за третье место победили сербов (81-68), лучшим по набранным очкам в этой игре стал атакующий защитник Нандо де Коло, который был включён в символическую сборную.
На Олимпийских играх 2016 года в Бразилии французы, как и 4 годами ранее в Лондоне, проиграли на стадии 1/4 финала команде Испании (67-92). При этом испанцы выиграли на «Арене Кариока» все четверти матча с преимуществом не менее чем в три очка. После турнира Тони Паркер объявил о завершении карьеры в сборной.

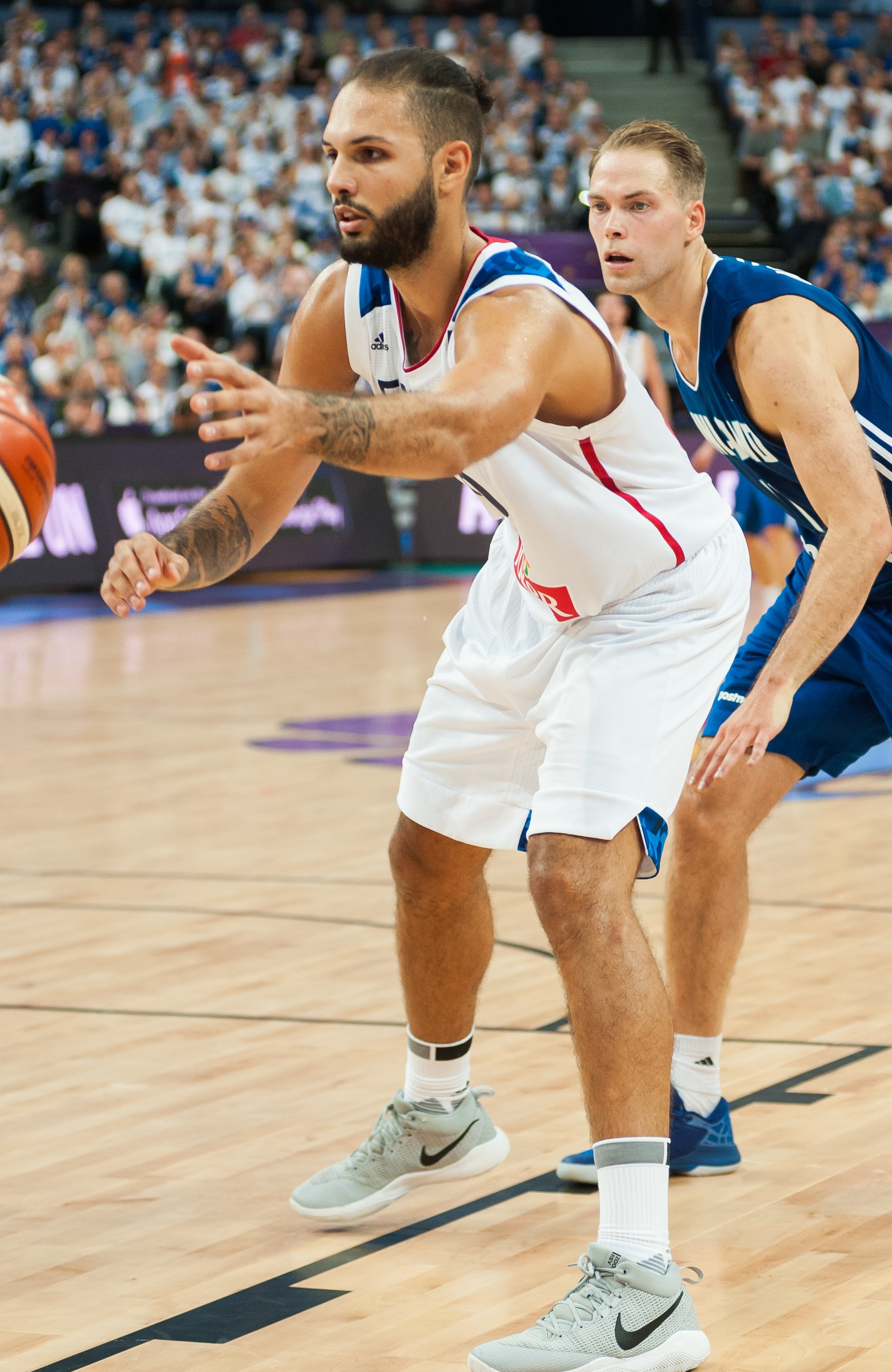
Эван Фурнье (в белом) на чемпионате Европы 2017 года в матче против Финляндии

Чемпионат Европы 2017 года завершился для Франции уже на стадии 1/8 финала, где их довольно неожиданно обыграла Германия (84-81), зато на чемпионате мира 2019 года в Китае французы второй раз подряд стали бронзовыми призёрами. В четвертьфинале французы сумели победить команду США, которая выиграла последние два чемпионата мира в 2010 и 2014 годах. В составе американцев не было многих звёзд НБА, но всё равно их поражение на такой ранней стадии стало некоторой неожиданностью. Эван Фурнье набрал в игре против США 22 очка, а Руди Гобер сделал 16 подборов (лучший результат турнира). В полуфинале французы довольно неожиданно проиграли Аргентине (66-80), при этом южноамериканцы, в составе которых блистал ветеран Луис Скола (28 очков и 13 подборов), выиграли все четверти матча. В матче за третье место французы проиграли первые две четверти Австралии (11-16 и 10-14), но затем переломили ход игры и победили 67-59, Нандо де Коло отметился 19 очками. Эван Фурнье был включён в символическую сборную турнира.

#### 2020-е годы: два серебра на Олимпийских играх
На Олимпийских играх в Токио, прошедших летом 2021 года, французы третий раз в истории стали серебряными призёрами. На групповой стадии Франция обыграла США (83-76), Чехию (97-77) и Иран (79-62). Лучшим снайпером в матчах против США и Чехии был Эван Фурнье. В четвертьфинале Франция победила Италию (84-75, 22 очка Руди Гобера, 15 очков и 14 подборов в активе Николя Батюма), а в полуфинале в драматичном матче команду Словении — 90-89, хотя за последние три минуты игры французы сумели набрать всего три очка. Нандо де Коло набрал 25 очков, а Руди Гобер сделал 16 подборов. Словенцев не спасла даже вдохновенная игра их лидера Луки Дончича, сделавшего трипл-дабл (16 очков, 18 передач и 10 подборов), при этом французы позволили Дончичу реализовать только 5 бросков с игры из 18. В финале 7 августа против США французы лидировали в первой четверти, но затем американцы взяли игру под контроль и лидировали непрерывно с концовки первой четверти. Французы, в составе которых пять игроков набрали более 10 очков, ни разу отпускали соперника дальше, чем на 14 очков, а за 10 секунд до конца основного времени сократили отставание до 3 очков (82-85), но Кевин Дюрант, набравший в итоге 29 очков, реализовал два штрафных и обеспечил США победу (87-82) и олимпийское золото. Центровой французов Руди Гобер был включён в символическую сборную турнира.
На Евробаскете 2022 года на групповой стадии французы выиграли три матча (у Литвы, Боснии и Герцеговины, Венгрии), два матча проиграли (Германии и Словении) и вышли в 1/8 финала с третьего места в группе. В 1/8 финала Франция обыграла в овертайме Турцию (87-86), Гобер набрал 20 очков и сделал 17 подборов (рекорд по подборам за один матч в истории сборной). В четвертьфинале французы вновь в овертайме победили итальянцев, Тома Эртель набрал 20 очков и сделал 8 передач. В полуфинале французы легко разгромили поляков (95-54), позволив сопернику набрать всего 18 очков в первой половине. Все 12 игроков сборной Франции набрали в матче как минимум три очка, при этом только Гершон Ябуселе, набравший 22 очка, сыграл более 20 минут. Французы реализовали 15 из 26 трёхочковых бросков. В финальном матче французы были фаворитами в игре против Испании, но уступили 76-88. Эван Фурнье набрал в этом матче 23 очка за 32 минуты. Тома Эртель набрал 16 очков и сделал 7 передач. Гобер за 27 минут набрал всего 6 очков и сделал 6 подборов. Тем не менее Гобер был включён в символическую сборную турнира единственным из французов.

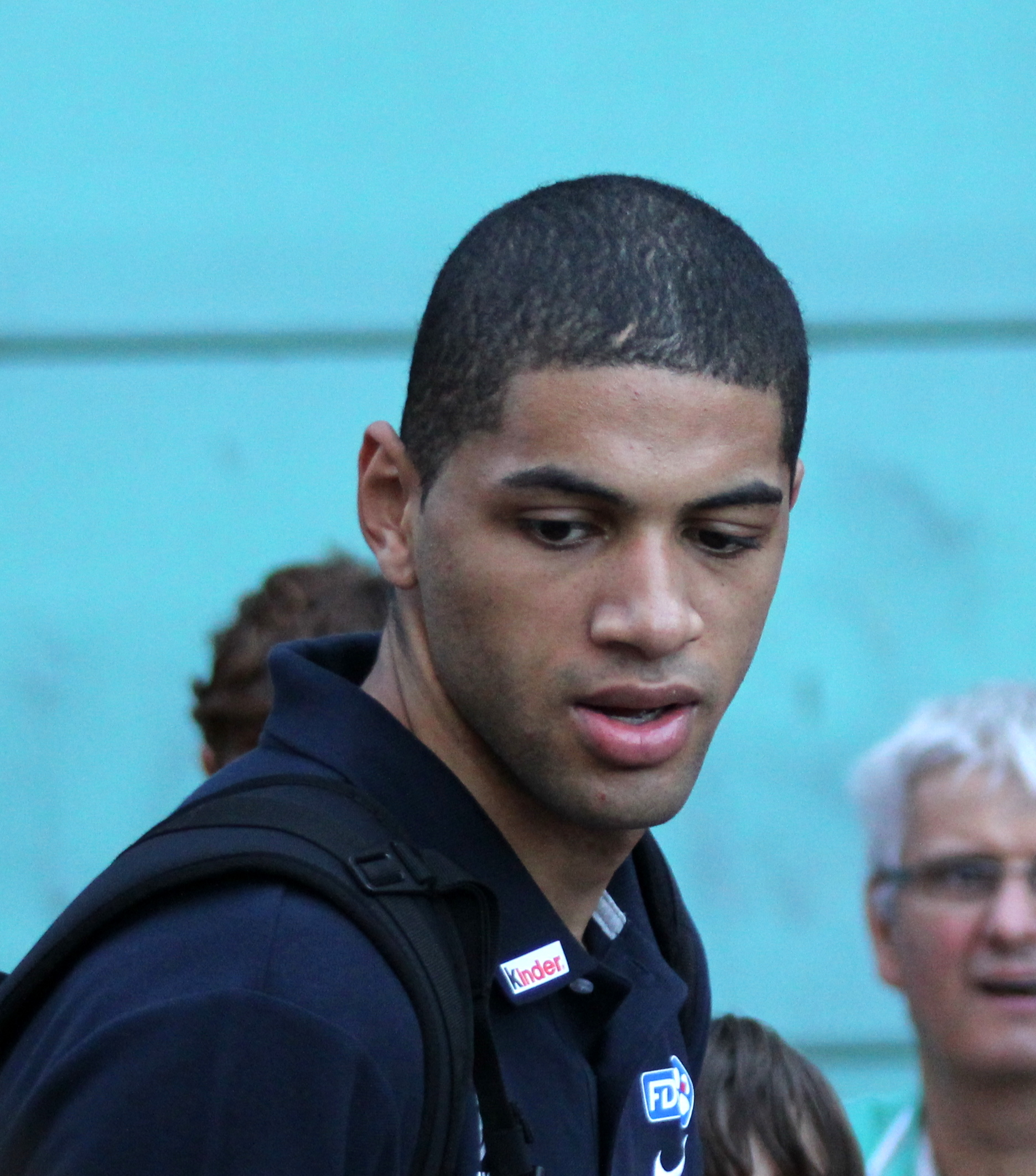
Николя Батюм — один из лидеров сборной Франции на протяжении 2010-х и первой половины 2020-х годов

На чемпионате мира 2023 года французы выступили крайне неудачно. В первом матче предварительного этапа они были разгромлены Канадой (65-95). Во втором матче Франция сенсационно проиграла Латвии (86-88), хотя вела с преимуществом в 12 очков перед последней четвертью. В последнем матче групповой стадии Франция обыграл Ливан (85-79), но заняла только третье место в группе и не вышла в основной групповой этап. В квалификационных матчах французы обыграли сборные Ирана и Кот-д’Ивуара и заняли итоговое 18-е место.
На домашних Олимпийских играх 2024 года Франция на групповой стадии обыграла Бразилию со счётом 78-66, по 19 очков набрали Николя Батюм и 20-летний Виктор Вембаньяма. Затем французы с большим трудом в овертайме обыграли команду Японии (94-90), Вембаньяма набрал 18 очков. В последнем матче групповой стадии Франция проиграла чемпионам мира 2023 года сборной Германии со счётом 71-85, Вембаньяма набрал 14 очков и сделал 12 подборов. В 1/4 финала Франция обыграла Канаду со счётом 82-73, 22 очка набрал Гершон Ябуселе. В полуфинале французы взяли реванш у сборной Германии — 73-69, Ябуселе набрал 17 очков. В финале 11 августа против сборной США французы играли на равных почти весь матч, но в концовке Стефен Карри забил несколько трёхочковых подряд и принёс победу сборной США со счётом 98-87. Самым результативным игроком финала стал Вембаньяма (26 очков). По итогам турнира Вембаньяма вошёл в топ-5 лучших по блок-шотам (1.7 в среднем), подборам (9,7) и перехватам (2,0). Вембаньяма был включён в первую пятёрку звёзд турнира и  был признан «восходящей звездой», а Ябуселе вошёл во вторую пятёрку звёзд. Венсан Колле был признан лучшим тренером турнира.

## Результаты на крупнейших турнирах

### Олимпийские игры

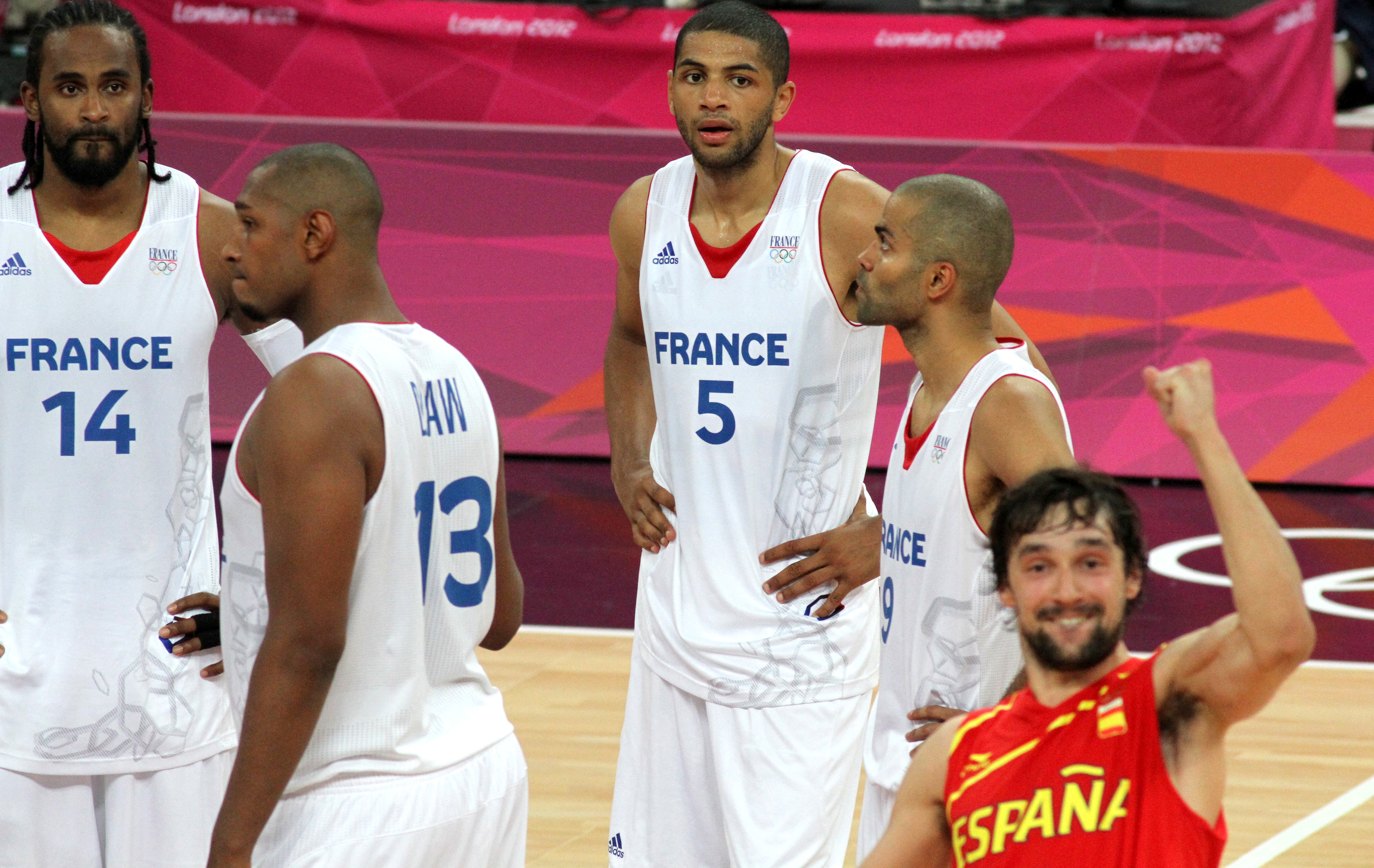
Французы (в белом) на Олимпийских играх 2012 года

- 1964 — 19-е место
- 1948 —
- 1952 — 8-е место
- 1956 — 4-е место
- 1960 — 10-е место
- 1964 — не квалифицировались
- 1968 — не квалифицировались
- 1972 — не квалифицировались
- 1976 — не квалифицировались
- 1980 — не квалифицировались
- 1984 — 11-е место
- 1988 — не квалифицировались
- 1992 — не квалифицировались
- 1996 — не квалифицировались
- 2000 —
- 2004 — не квалифицировались
- 2008 — не квалифицировались
- 2012 — 6-е место
- 2016 — 6-е место
- 2020 —
- 2024 —

### Чемпионат мира по баскетболу
- 1950 — 6-е место
- 1954 — 4-е место
- 1959 — не квалифицировались
- 1963 — 5-е место
- 1967 — не квалифицировались
- 1970 — не квалифицировались
- 1974 — не квалифицировались
- 1978 — не квалифицировались
- 1982 — не квалифицировались
- 1986 — 13-е место
- 1990 — не квалифицировались
- 1994 — не квалифицировались
- 1998 — не квалифицировались
- 2002 — не квалифицировались
- 2006 — 5-е место
- 2010 — 13-е место
- 2014 —
- 2019 —
- 2023 — 18-е место

### Чемпионат Европы по баскетболу

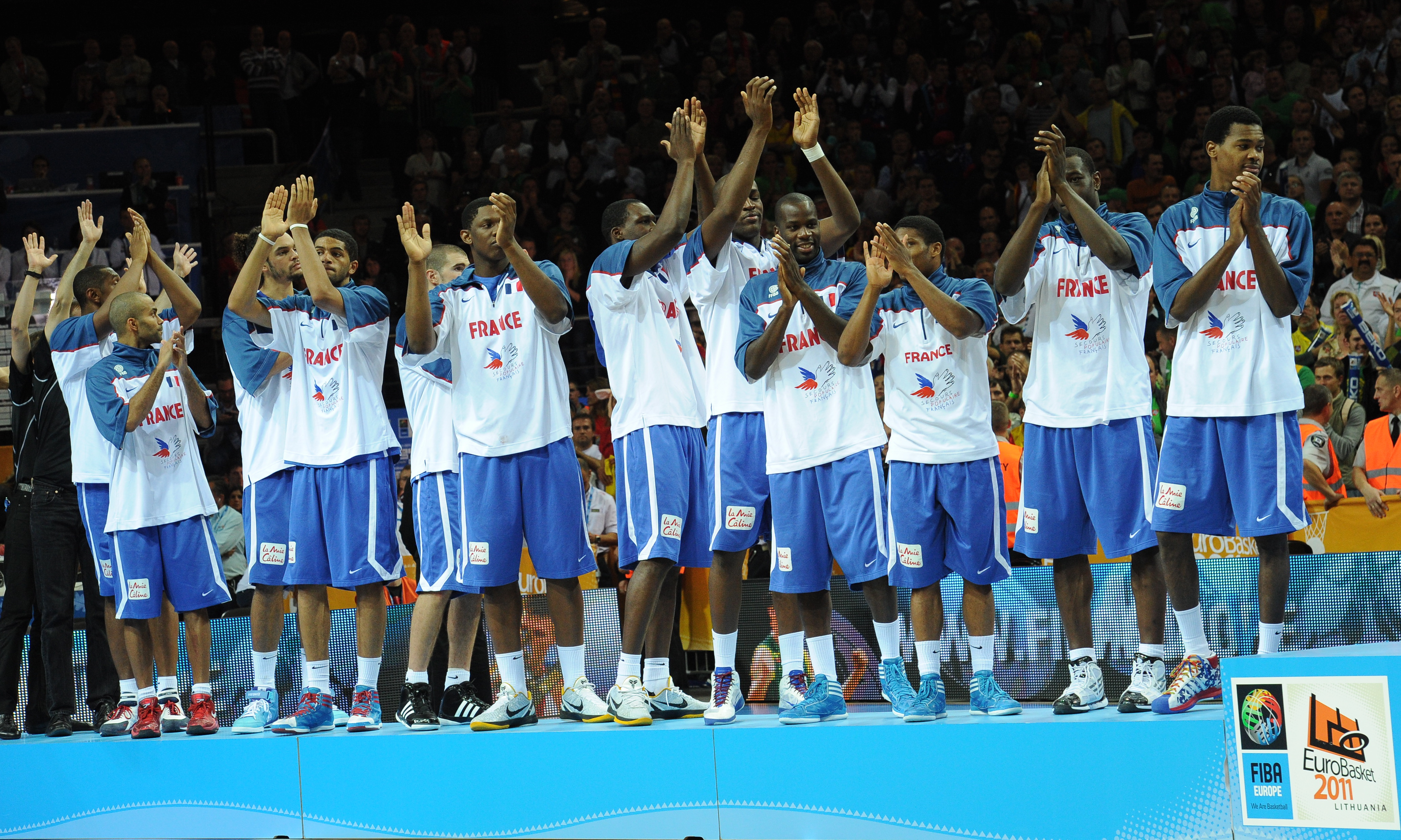
Сборная Франции с серебряными наградами Евробаскета-2011

- 1935 — 5-е место
- 1937 —
- 1939 — 4-е место
- 1946 — 4-е место
- 1947 — 5-е место
- 1949 —
- 1951 —
- 1953 —
- 1955 — 9-е место
- 1957 — 8-е место
- 1959 —
- 1961 — 4-е место
- 1963 — 13-е место
- 1965 — 9-е место
- 1967 — 11-е место
- 1969 — не квалифицировались
- 1971 — 10-е место
- 1973 — 10-е место
- 1975 — не квалифицировались
- 1977 — 11-е место
- 1979 — 8-е место
- 1981 — 8-е место
- 1983 — 5-е место
- 1985 — 6-е место
- 1987 — 9-е место
- 1989 — 6-е место
- 1991 — 4-е место
- 1993 — 7-е место
- 1995 — 8-е место
- 1997 — 10-е место
- 1999 — 4-е место
- 2001 — 6-е место
- 2003 — 4-е место
- 2005 —
- 2007 — 8-е место
- 2009 — 5-е место
- 2011 —
- 2013 —
- 2015 —
- 2017 — 12-е место
- 2022 —

## Состав на Олимпийских играх 2024 года
| Перейти к шаблону «Состав сборной Франции по баскетболу» | Состав сборной Франции по баскетболу |  |

| Поз. | №  | Имя               | Дата рождения (возраст)   | Рост   | Клуб                  |
| ---- | -- | ----------------- | ------------------------- | ------ | --------------------- |
| РЗ   | 1  | Франк Нтиликина   | 28 июля 1998 (25 лет)     | 198 см | Партизан              |
| ЛФ   | 5  | Николя Батюм (К)  | 14 декабря 1988 (35 лет)  | 203 см | Лос-Анджелес Клипперс |
| РЗ   | 6  | Эндрю Альбиси     | 21 марта 1990 (34 года)   | 178 см | Гран-Канария          |
| ТФ   | 7  | Гершон Ябуселе    | 17 декабря 1995 (28 лет)  | 204 см | Реал Мадрид           |
| З/Ф  | 8  | Изайя Кординье    | 28 ноября 1996 (27 лет)   | 196 см | Виртус Болонья        |
| АЗ   | 10 | Эван Фурнье       | 29 октября 1992 (31 год)  | 201 см | Детройт Пистонс       |
| З    | 12 | Нандо де Коло     | 23 июня 1987 (37 лет)     | 196 см | АСВЕЛ                 |
| Ц    | 26 | Матиас Лессор     | 29 сентября 1995 (28 лет) | 206 см | Панатинаикос          |
| Ц    | 27 | Руди Гобер        | 26 июня 1992 (32 года)    | 216 см | Миннесота Тимбервулвз |
| Ц    | 32 | Виктор Вембаньяма | 4 января 2004 (20 лет)    | 224 см | Сан-Антонио Спёрс     |
| РЗ   | 85 | Мэттью Стразель   | 5 августа 2002 (21 год)   | 184 см | Монако                |
| ЛФ   | 99 | Билаль Кулибали   | 26 июля 2004 (20 лет)     | 200 см | Вашингтон Уизардс     |